# Try with Me
"Try with Me" é uma canção da cantora americana Nicole Scherzinger, tirada do relançamento do seu álbum de estreia, Killer Love (2011). A canção foi escrita por Carsten Schack, Sean Hurley, Olivia Nervo, Miriam Nervo e foi produzida por Soulshock. "Try with Me" foi lançado como o primeiro single do relançamento e o quinto e último single de ambos os lançamentos. A música começa como uma balada lenta antes de entrar em um arranjo animado e divertido. Liricamente a música é sobre mágoa e desgosto.
"Try with Me" recebeu críticas positivas de críticos de música que elogiaram a produção da música e os vocais de Scherzinger. Um videoclipe de acompanhamento dirigido por Aaron Platt e Joseph Toman foi filmado em Xilitla, México, que mostra Scherzinger dançando, cantando e cantando ao longo do vídeo. Scherzinger cantou "Try With Me" em uma série de aparições ao vivo, como programas de televisão The X Factor e This Morning. Além disso, Scherzinger apresentou "Try with Me" no Royal Variety Performance de 2011, na presença da Princesa Anne.

## Antecedentes e composição
Após o lançamento de seu primeiro álbum de estúdio, Killer Love (2011) e seus quatro singles - incluindo o single número um do Reino Unido "Don't Hold Your Breath"- Scherzinger estava preparando uma versão americana de Killer Love com uma lista alternativa de faixas, que seria incluída "uma mistura de fortes hinos de dança, reviravoltas urbanas e canções edificantes". Em 12 de outubro de 2011, um trecho de 30 segundos de uma música chamada "Try With Me" vazou online, com o Digital Spy revelando que a música seria o próximo single de Scherzinger. Em 17 de outubro de 2011, Scherzinger confirmou que "Try With Me" estava sendo lançado como single em 30 de outubro de 2011, Killer Love junto com "Trust Me I Lie", "Tomorrow Never Dies" e o remix oficial de "Right There" com 50 Cent. "Try with Me" foi escrito por Carsten Schack , Sean Hurley, Olivia Nervo, Miriam Nervo e produzido por Soulshock e Hurley. De acordo com o comunicado de imprensa, a canção mostra os vocais de Scherzinger, "desnudando-os em um início lento e melódico que se desenvolve em uma crescimento poderoso à medida que o dance começa", enquanto Amy Sciaretto da PopCrush descreveu sua composição dizendo que "começa suave e lenta e se acumula em um colapso impulsionado pela batida".

## Recepção da crítica
A música foi recebida positivamente pelos críticos de música. POPJustice elogiaram a música, baseada apenas em sua demo. "Nós gostamos dela. Tem um ligeiro sopro de 'entre as caixas de entrada de A&R das principais cantoras do mundo até acabar com uma reedição de Nicole Scherzinger' sobre isso, mas há muito para amar. Nós particularmente gostamos da parte da letra que diz 'por que se sente como uma vaca?' O site listou a música como a quarta melhor música de Scherzinger. Brad Stern da MTV Buzworthy elogiou a música por sua produção. "'Try With Me' é uma combinação maravilhosa de sintetizadores pulsantes, vocais e batida, e se ela estiver certa, não tem jeito de Scherzy conseguir. 'Meena Rupani, do DesiHits, elogiou os vocais "surpreendentes" de Scherzinger.

## Desempenho comercial
"Try with Me" fez sua primeira aparição na Irlanda em 30 de novembro de 2011, onde estreou no número 29. No Reino Unido, "Try with Me" estreou no número dezoito, vendendo 21.315 cópias. É o único single do álbum, junto com "Wet", que não alcançou o top-10. "Try With Me" passou apenas 3 semanas no gráfico, tornando-se seu single mais rápido a sair das paradas britânicas.

## Vídeo musical
O videoclipe de "Try with Me" foi gravado em Xilitla, San Luis Potosí, no México, em 3 de outubro de 2011 por Aaron Platt e Joseph Toman, enquanto a coreografia foi feita por Brian Friedman. Scherzinger estava em um cronograma rigoroso, pois tinha apenas 18 horas devido aos compromissos como juiz do X Factor. O vôo para o México foi seguido com uma viagem de cinco horas até a floresta tropical. Scherzinger usa um vestido de alta costura chiffon creme desenhado por Anne Barge, enquanto no final do vídeo ela usa um vestido de Claire Pettibone aliado a punhos feitos à mão por Christina Makowsky. O videoclipe estreou no MSN Music UK em 18 de outubro de 2011.
No vídeo, Scherzinger está brincando na selva, tocando um piano coberto de musgo enquanto usava um vestido branco e está rodeada pelos exuberantes arbustos da natureza e uma cachoeira balbuciante. Ao longo de todo o vídeo, ela está cantando, dançando emocionada.

## Performances ao vivo
"Try with Me" foi apresentado pela primeira vez ao vivo na oitava temporada do The X Factor em 30 de outubro de 2011. Scherzinger abriu a performance cantando a parte lenta da música enquanto estava sentado em um palco alto, cercado pela fumaça. Quando a música acelerou, ela se levantou e começou a dançar. Amy Sciarretto da PopCrush escreveu que "o desempenho geral foi encharcado de mística e drama". Durante o desempenho, ela usava vestido de renda preta, enquanto estava descalça. Sciarretto comentou: "A performance dela falou muito aos aspirantes do 'X Factor': tudo isso poderia ser seu um dia!". Em 4 de novembro de 2011, Scherzinger tocou a música no programa This Morning da ITV usando playback em algumas partes. Elan Gorgan, da Softpedia, escreveu: "seu desempenho foi ao vivo e correspondeu à sua reputação como uma artista sólida". Scherzinger cantou a música no Royal Variety Performance de 2011, realizado no The Lowry, em Salford Quays, Greater Manchester, que contou com a presença da Princesa Anne. Ela usava um vestido preto até o chão com um espartilho que mostrava seu decote.

## Faixas
| Download Digital 1. "Try With Me" - 3:56 | Outras versões - 7th Heaven Club Mix - 6:44 - JRMX Club Mix - Edição de rádio de JRMX - Edição de rádio de Cahill |

## Créditos de composição
| - Gravado em Soulpower Studios, Los Angeles, California. - Larrabee Studios, Universal City, California. | Produtores - Soulshock – compositor, produtor, instrumentos, arranjamento - Sean Hurley – compositor, instrumentos - Olivia Nervo, Miriam Nervo – compositor - Cory Enemy – adicionais - Chris Galland – engenharia - Eric Madrid, Chris Galland – assistentes |

## Desempenho nas tabelas musicais

### Paradas semanais
| Chart (2011)                     | Maior posição |
| -------------------------------- | ------------- |
| Escócia (Scottish Singles Chart) | 13            |
| Eslováquia (Rádio Top 100)       | 19            |
| Irlanda (IRMA)                   | 29            |
| Reino Unido (UK Singles Chart)   | 18            |

## Histórico de lançamentos
| País        | Data                  | Formato          | Gravadora       |
| ----------- | --------------------- | ---------------- | --------------- |
| Irlanda     | 28 de outubro de 2011 | Download digital | Polydor Records |
| Reino Unido | 30 de outubro de 2011 | Download digital | Polydor Records |